# Liberecká žula

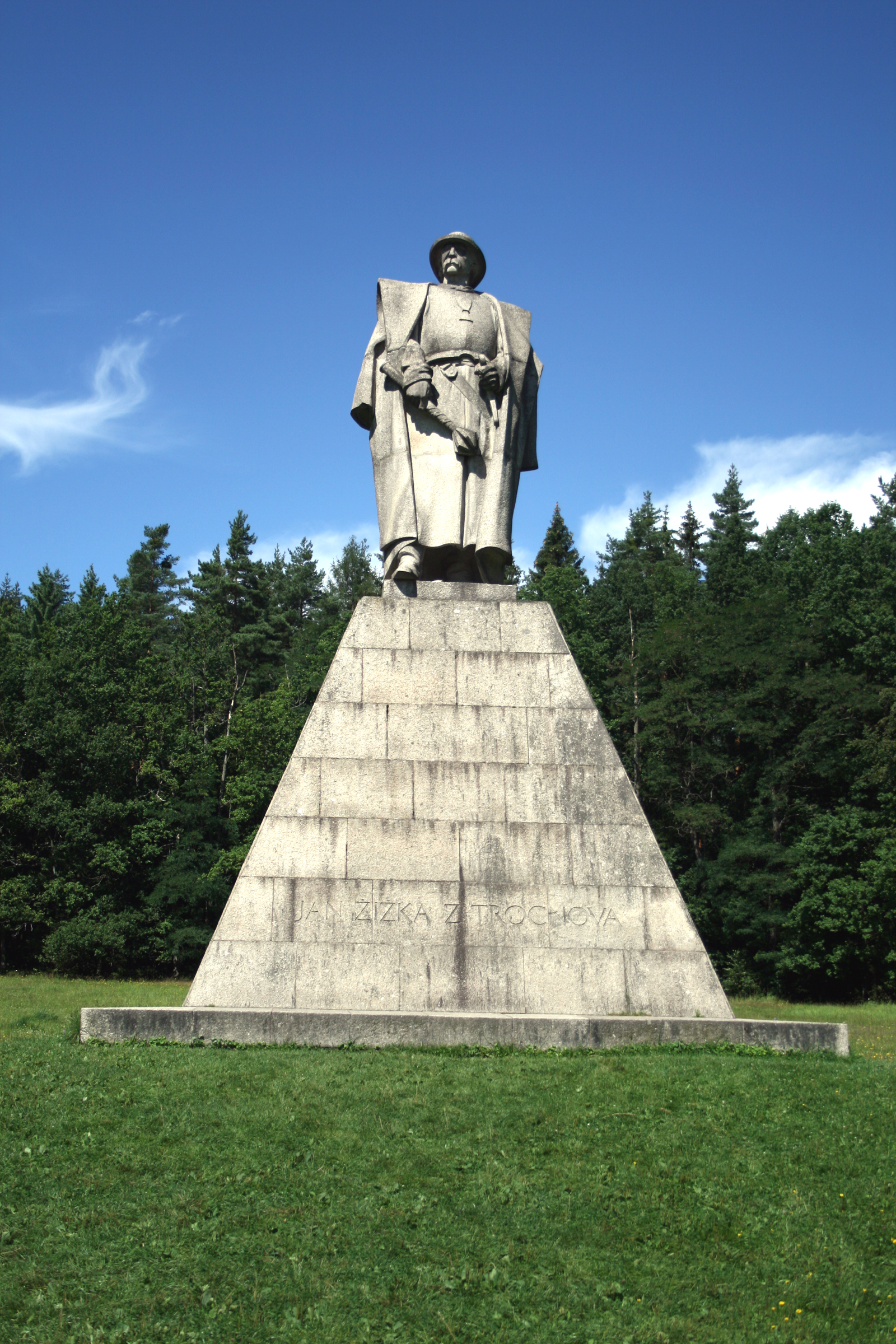
Skulptura Jana Žižky z Trocnova je vytvořená z liberecké žuly

Liberecká žula je hornina řadící se do skupiny hlubinných vyvřelin (žul). Její zrnitost se pohybuje mezi 3,3–1,0 mm, a je tedy středně zrnitá. Barvu má šedorůžovou a texturu porfyrickou. Zaujímá největší část krkonošsko-jizerského plutonického komplexu, její vmístění proběhlo před 319,5 ± 2,3 Ma.
Získává se v kamenolomech v okrese Liberec na severu České republiky v katastrech Ruprechtice (na svazích Žulového vrchu), Rochlice a Hraničná.
Hornina je hrubozrnná až velkozrnná. Obsahuje vyrostlice ortoklasů, které jsou zbarvené do růžova či světle červena. Tyto ortoklasy bývají lemovány plagioklasem bílé barvy. Vedle ortoklasů jsou součástí liberecké žuly též našedlé křemeny spolu s biotitem tmavého zbarvení. Nachází se s řídce se vyskytujícím, ale pravidelným rozpukáním, takže ji lze získávat i v objemných blocích. Využívá se proto coby sochařský nebo dekorativní materiál. Byla použita například na obklady ve stanicích pražského metra, na kašnu v Mariánských Lázních, na dlažbu u pražského Národního divadla či na podezdívku již zbořeného Stalinova pomníku nebo na pomník mrtvému letci ze sestřeleného bombardéru ve Vísce ve Frýdlantském výběžku. Z liberecké žuly je též vytesán pomník Jana Žižky z Trocnova od Josefa Malejovského, který stojí od roku 1960 u Trocnova poblíž Borovan. Použili jí rovněž architekti Věra a Vladimír Machoninovi při návrhu objektu velvyslanectví Československa vybudovaném roku 1978 v tehdejší východoněmecké metropoli Berlíně.